# Манастир Светог Стефана (Сомбор)
Манастир Светог архиђакона Стефана је православни манастир који се налази у Сомбору и припада Епархији бачкој Српске православне цркве. По жељи и донаторству Стевана Коњовића започета је изградња манастира 1928. године, а завршена 1933. године. Црква је осликана 1938.

## Историја
Манастирски комплекс чини конак са параклисом, усамљени звоник и црква. Богати сомборски земљопоседник Стеван Коњовић је 1909. српској православној цркви оставио велико богатство са обавезом да изгради манастир. Изградња манастирске цркве започета је 1928. године по пројекту Светозара Кротина и трајали су до 1933. године. Због недостатка новца за унутрашње уређење, црква је осликана тек 1938. када је др Ненад Бугарски манастиру поклонио неопходан новац.
Црква је изграђен у српско-византијском стилу, ретко извођеном у Војводини. Храм има триконхозну основу и полукружну олтарску апсиду. Архиволте држе четири стуба са квадратним византијским капилотама. Изнад њих су нешто рељефније архиволте које држе падантифе, а изнад њих је октагонална купола. На фасади се налазе два торња. Са десне стране спољне фасаде налазе се велика гвоздена врата за улаз у гробницу. Црква је живописана фрескама Владимира Предојевића. У олтару је Света Тројица, изнад северне апсиде је Распеће, изнад солеје су Духови, изнад јужне апсиде је Рождество, изнад западне апсиде је Силазак Христа у ад. Иконостас је дрвен, а осликао га је Борис Сељанко, руски сликар. На царским дверима је Јован Крститељ крилати, Богородица, Благовести, Христос, архиђакон и првомученик Свети Стефан, а у лунети изнад царских двери је Тајна вечера. На иконама је златна позадина.
У простору око задужбине Стевана Коњовића налази се партизанско и црвеноармејско гробље где су сахрањени погинули учесници Батинске битке: припадници НОВЈ, бугарски војници и црвеноармејци.

## Манастири Епархије бачке
- Манастир Бођани
- Манастир Ковиљ
- Манастир Васкрсења Христова
- Манастир Светог Стефана у Сомбору
- Манастир Успења Пресвете Богородице (Бачко Петрово Село)